# أحادية ثقافية
الثقافة الأحادية هي سياسة أو عملية دعم أو تأييد أو السماح بالتعبيرعن ثقافة مجموعة اجتماعية أو عرقية واحدة.  ينبع بشكل عام من المعتقدات داخل المجموعة المهيمنة أن ممارساتهم الثقافية تتفوق على تلك الخاصة بمجموعات الأقليات  وهي مشابهة لمفهوم التعصب العرقي الذي يتضمن الحكم على ثقافة أخرى، بناءً على قيم ومعايير ثقافة المرء.  وقد يشمل أيضًا عملية الاستيعاب أو اندماج حيث يُتوقع من المجموعات العرقية الأخرى أن تتبنى ثقافة وممارسات المجموعة العرقية المهيمنة. تعد الثقافة الأحادية، في سياق التنوع الثقافي ، نقيض التعددية الثقافية. 
بدلاً من قمع المجموعات العرقية المختلفة داخل مجتمع معين، تظهر الثقافة الأحادية أحيانًا على أنها الحفاظ الفعال على الثقافة الوطنية للبلد من خلال استبعاد التأثيرات الخارجية. اليابان وكوريا الجنوبية وكوريا الشمالية هي أمثلة على هذا الشكل من الثقافة الأحادية. ومع ذلك، قد يكون أيضًا نتيجة لعوامل أقل تعمدًا مثل (العزلة الجغرافية أو التجانس العنصري التاريخي أو العزلة السياسية). على سبيل المثال، لا تزال بعض الدول الأوروبية مثل فنلندا والبرتغال وأيسلندا وبولندا والدول الاسكندنافية ( الدنمارك والنرويج والسويد ) ذات ثقافة أحادية بشكل فعال بسبب الثقافة والعرق المشترك بين الناس.  [محل شك]

## أحادية الثقافة العرقية
ترتبط الثقافة الأحادية ارتباطًا وثيقًا بالنزعة العرقية - وهو الاعتقاد بأن طريقة حياة المرء طبيعية وصحيحة. 

## أمثله وحالات

### الإبادة الجماعية
في العديد من الإبادة الجماعية التي مورست عبر التاريخ، استند بعضها إلى التفوق العرقي. تفترض السيادة العرقية من قبل مجموعة واحدة داخل الثقافة ما، بعد بعض الإجراءات المتميزة من قبل مجموعة خارجية أو من إحدى المجموعات العرقية. مع التدخل الأوروبي في أماكن مثل رواندا ، عملت المؤسسات الاجتماعية على بناء دونية عرقية اجتماعيًا، وتمييز الهوتو والتوتسي عن بعضهم البعض وتسبب في واحدة من أفظع مظاهر الإبادة الجماعية في التاريخ الحديث. 
مثال مشابه للإبادة الجماعية في رواندا كان الحرب الأهلية المستمرة في بورما . لقد انتشرت الحرب الأهلية من خلال دستور منح بورما استقلالهم عن الإمبراطورية البريطانية، حيث خلقت مجموعة من القادة ظروفًا لم تشمل العديد من الأقليات العرقية في بورما، وحرضت على القتال منهم.  والعديد من هذه الأقليات العرقية في بورما، بما في ذلك كارين، تم تهجيرها من المجلس العسكري إلى حد كبير ووضعت في معسكرات اللاجئين في الدول المجاورة. ظلت الأقليات العرقية المتبقية تعيش في ظروف سيئة، وقوبلت بمجموعة متنوعة من انتهاكات حقوق الإنسان.

### العولمة
تشمل العولمة حرية حركة البضائع ورأس المال والخدمات والأشخاص والتكنولوجيا والمعلومات في جميع أنحاء العالم. كما أنه ينطوي على التكامل الدولي لبلدان قد تكون مختلفة للغاية من خلال تبني نفس وجهات النظر العالمية أو ما يشبهها، والأيديولوجيات، والجوانب الثقافية الأخرى. يجادل مارسيلا بأن هذه ثقافة أحادية على نطاق واسع.  من المحتمل أن يؤدي ذلك إلى قمع وفقدان ثقافات عرقية مختلفة على نطاق عالمي.